# Hine ma tov
Hine ma tov (hebrejsky הִנֵּה מַה טוֹב‎) je židovský chvalozpěv. Jeho text pochází z knihy žalmů, konkrétně z žalmu 133,1. Zpívá se v různých melodiích a byl zhudebněn v celé řadě hudebních stylů, ať již jde o místní lidové melodie, či komplikovaná chorálová díla.

## Text písně
| hebrejsky:       | הִנֵּה מַה טוֹב וּמַה נָּעִים שֶׁבֶת אָחִים גַּם יַחַד.‎                    |
| transkripce:     | Hine ma tov u-ma na'im ševet achim gam jachad.          |
| česky (dle ČEP): | Jaké je dobro, jaké blaho tam, kde bratři bydlí svorně! |

## V liturgii
Přestože hymnus není součástí tradiční židovské liturgie, v některých komunitách se s oblibou používá k navození příhodné atmosféry zejména před začátkem společné modlitby v předvečer šabatu. Celý žalm 133, z něhož text pochází, je rovněž součástí cyklu žalmů určeného pro čtení o šabatovém odpoledni v zimním období.

## Vkultuře
Píseň zařadila do svého repertoáru řada zpěváků, mezi něž patří například Dalida, Rika Zaraï, Harry Belafonte, Ištar či Matisyahu.
Píseň zazněla v roce 1977 ve filmovém snímku Operace Blesk, v němž ji zpívá postava Jonatana Netanjahua se Sammy Bergem a izraelským komandem letícím zachránit rukojmí zadržované v Ugandě v rámci operace Entebbe. Píseň posléze zazněla i při závěrečných titulcích. V roce 1990 se objevila ve snímku Evropa, Evropa režisérky Agnieszky Holland.